# Rio Durbav
O Rio Durbav é um rio da Romênia, afluente do Ghimbăşel, localizado no distrito de Braşov.